# Line Flem Høst
Line Flem Høst (Oslo, 10 de noviembre de 1995) es una deportista noruega que compite en vela en la clase Laser Radial.
Participó en los Juegos Olímpicos de París 2024, obteniendo una medalla de bronce en la clase Laser Radial. Ganó una medalla de bronce en el Campeonato Mundial de Laser Radial de 2020.

## Palmarés internacional
| \| Juegos Olímpicos \| Juegos Olímpicos \| Juegos Olímpicos \| Juegos Olímpicos \| \| Año \| Lugar \| Medalla \| Clase \| \| ------------------ \| --------------------- \| ----------------- \| ---------------- \| \| 2024 \| París (Francia) \| Medalla de bronce \| Laser Radial \| \| Campeonato Mundial \| \| \| \| \| Año \| Lugar \| Medalla \| Clase \| \| 2020 \| Melbourne (Australia) \| Medalla de bronce \| Laser Radial \| |                       |                   |              |
| Juegos Olímpicos |                       |                   |              |
| Año | Lugar                 | Medalla           | Clase        |
| 2024 | París (Francia)       | Medalla de bronce | Laser Radial |
| Campeonato Mundial |                       |                   |              |
| Año | Lugar                 | Medalla           | Clase        |
| 2020 | Melbourne (Australia) | Medalla de bronce | Laser Radial |